# Chicago, Peoria and St. Louis Railroad
Le Chicago, Peoria and St. Louis Railroad (CP&StL) était un chemin de fer américain de classe I de l'Illinois, dont la ligne principale reliait Pekin (près de Peoria, Illinois) à Madison, Illinois, (près de St. Louis) via Springfield. Il fut vendu sous saisie à plusieurs nouvelles compagnies dans les années 1920. La portion au nord de Springfield fut reprise par l'Illinois and Midland Railroad, tandis que le reste fut abandonné, excepté une portion près de St. Louis qui appartient désormais au Norfolk Southern Railway.

## Histoire

### Les prédécesseurs
Le plus vieux prédécesseur du CP&StL était l'Illinois River Railroad qui fut enregistré par l'Illinois General Assembly en février 1853 pour construire une ligne entre Jacksonville et LaSalle par la vallée de la rivière Illinois. La ligne fut ouverte entre Virginia et Pekin en 1859. La compagnie fut vendue sous saisie en mai 1864 au Peoria, Pekin and Jacksonville Railroad, lequel avait été créé en juin 1863 dans ce but. Cette compagnie racheta la ligne Pekin-Peoria au Peoria and Hannibal Railroad en mai 1868. La ligne fut prolongée en 1869 jusqu'à Jacksonville, où elle se connectait avec le Toledo, Wabash and Western Railway (futur Wabash Railroad). Le segment au-delà de Pekin, acquis en 1868, fut vendu en novembre 1880 au Peoria and Pekin Union Railway, un chemin de fer de gare qui desservait ces 2 villes,.
Une seconde ligne fut créée en mars 1869 sous le nom de Springfield and Northwestern Railroad, pour rattacher Springfield à Rock Island. Achevée en décembre 1874, cette section reliait Springfield (également sur la ligne du Wabash) à Havana, où les trains poursuivaient leur route sur le Peoria, Pekin and Jacksonville Railroad grâce à des droits de passages. À l'ouverture, il fut loué à l'Indianapolis, Bloomigton and Western Railway, dont les lignes étaient situées à l'est de Havana et Pekin, Illinois ; mais la location fut perdue en 1875, et le Springfield and Northwestern Railroad fut rapidement réorganisé en Springfield and Northwestern Railway en mai 1878,.

### Le Chicago, Peoria and St. Louis Railway
Les 2 lignes, reliant Jacksonville et Springfield à Pekin, furent vendues au Wabash en 1881. Lorsque le Wabash fut mis en défaut, les lignes furent vendues au milieu de l'année 1888 au nouveau  Chicago, Peoria and St Louis Railway,, filiale du Jacksonville Southeastern Railway (qui se réorganisa dès 1890 sous le nom de Jacksonville, Louisville and St Louis Railway). Cette dernière compagnie, dont la ligne principale reliait Jacksonville à Centralia via Litchfield, mit rapidement en place un réseau appelé  "Jacksonville Southeastern line" grâce à la location du St Louis and Chicago Railway (de Springfield à Litchfield) en septembre 1890, et à la construction d'une ligne (au profit du Chicago, Peoria and St Louis) entre Litchfield et Madison (face à East St Louis, Illinois). La connexion à East St Louis fut achevée en novembre 1890, et en décembre, la compagnie inaugura en coopération avec l'Atchison, Topeka and Santa Fe Railway, un service voyageur direct entre Chicago et St. Louis, équipé de voitures Pullman,,.
Malheureusement ce nouveau réseau disparut en 1893 lorsque les Jacksonville, Louisville and St. Louis Railway et Chicago, Peoria and St. Louis Railway furent confiés à des administrateurs judiciaires différents. Lorsque la location du St Louis and Chicago Railway prit fin en décembre 1895, le nouveau St Louis, Peoria and Northern Railway en profita pour prendre rapidement son contrôle.

### Le Chicago, Peoria and St. Louis Railroad of Illinois
La perte du St Louis and Chicago Railway fragilisa le Chicago, Peoria and St Louis Railway qui se réorganisa en janvier 1896 sous le nom de Chicago, Peoria and St. Louis Railroad of Illinois, mais avec un réseau coupé en deux: 
- sa ligne principale d'origine reliant Pekin à Jacksonville et Springfield
- et un embranchement isolé réunissant Litchfield et Madison.

Afin de relier à nouveau Springfield à Litchfield, le Chicago, Peoria and St Louis Railroad acquit des droits de passages sur le St Louis, Chicago and St. Paul Railroad ("Bluff Line") jusqu'à Waverly, puis sur le Jacksonville Southeastern jusqu'à Litchfield; la route fut modifiée en juillet 1896 pour reprendre la dernière ligne entre Jacksonville et Litchfield.

#### Bref historique de la "Bluff Line"
L'origine de la "Bluff Line" remonte au St Louis, Jerseyville and Springfield Railroad qui fut créé en novembre 1880 pour relier Springfield au fleuve Mississippi, près de Grafton. Cette ligne, achevé en 1882, reliait Bates (à l'ouest de Springfield sur la ligne du Wabash) à Jerseyville et Dow, puis traversait les collines (les fameux Bluffs) vers Elsah, pour remonter les rives du fleuve Mississippi jusqu'à Grafton (où conflue la rivière Illinois). Après avoir été louée au St Louis and Central Illinois Railroad à partir de décembre 1886, la compagnie se réorganisa en novembre 1888 sous le nom de St Louis, Alton and Springfield Railroad, lequel avait étépréalablement enregistré en juin 1887. En 1889, la compagnie construisit un premier embranchement entre Dow, Lockhaven (sur le Mississippi) et Alton, ainsi qu'un second entre Elsah et Lockhaven. La portion Dow-Elsah serait ensuite abandonnée. En septembre 1892, la compagnie connue une autre réorganisation qui donna naissance au St. Louis, Chicago and St. Paul Railroad. Ce dernier construisit sa propre ligne directe entre Loami (au sud de Bates) et Springfield, ainsi qu'une extension entre Alton et Granite City en juillet 1894. Il fut à nouveau réorganisé en octobre 1897 sous le nom de St. Louis, Chicago and St. Paul Railway of Illinois.

### Le Chicago, Peoria and St. Louis Railway of Illinois
Le 1er mars 1900, le Chicago, Peoria and St. Louis Railway, issu de la réorganisation du Chicago, Peoria and St. Louis Railroad, fusionna le "Bluff Line", et dans le même temps se sépara de sa ligne Litchfield-Madison qui donna naissance au Litchfield and Madison Railway; le CP&StL loua ensuite le Litchfield and Madison jusqu'en 1904,,,.
La ligne principale reliait Pekin à Granite City / Madison, et ses embranchements desservaient Jacksonville et Grafton. Mais la compagnie consolidée connaissait toujours des problèmes financiers.

### Le Chicago, Peoria and St. Louis Railroad
Cette dernière compagnie fut créée en décembre 1909 pour reprendre le Chicago, Peoria and St. Louis Railway of Illinois en janvier 1913.
L'exploitation continua jusqu'en novembre 1924, date à laquelle 4 compagnies différentes rachetèrent des portions du CP&StL lors d'une vente sous saisie:
- L'Alton and Eastern Railroad, racheta la ligne Granite City - Grafton, incluant la location de l'Alton Terminal Railway. L'Illinois Terminal Company commença par le louer en 1930, puis finit par le fusionner en 1937[9] . L'Illinois Terminal Company fut à son tour fusionné par le Norfolk and Western Railway le 8 mai 1982. La ligne fait désormais partie du Norfolk Southern Railway depuis 1997.
- Le Chicago, Springfield and St Louis Railway, reprit la ligne Lockhaven – Springfield[10] . Elle fut ensuite abandonnée.
- Le Springfield, Havana and Peoria Railroad, récupéra la ligne Springfield – Pekin. Il fut ensuite loué par Le Chicago and Illinois Midland Railway le loua en 1926[13], puis le fusionna en 1936[14]. Il fait actuellement partie de l'Illinois and Midland Railroad.
- Le Jacksonville and Havana Railroad, racheta la ligne Jacksonville – Havana[2]. Elle fut ensuite abandonnée.